# Sierra Leone Fire Brigades Medal
De Sierra Leone Fire Brigades Medal was een onderscheiding van de Britse koloniale overheid in Sierra Leone. De medaille was een van de politie- en brandweeremedailles die de Britse koningen in het Verenigd Koninkrijk, in het koloniale Britse Rijk en in de dominions verleenden. Deze medailles waren de opvolgers van de oudere en algemene Overseas Territories Police Medal uit 1938. De Sierra Leone Fire Brigades Medal werd in 1964 ingesteld door Elizabeth II van het Verenigd Koninkrijk, staatshoofd van Sierra Leone. In 1971 werd Sierra Leone een republiek. De medaille bleef bestaan, met hetzelfde lint maar met het portret van president Siaka Stevens.
De medaille werd ofwel voor dapperheid ofwel voor verdiensten toegekend. Het lint van de medaille voor dapperheid had tweemaal een smalle rode lijn in de witte bies.
Op de voorzijde van de ronde bronzen medaille is Elizabeth II afgebeeld met het eenvoudige rondschrift "ELIZABETH II QUEEN". Men draagt de medaille aan een groen-blauw-groen lint met brede witte bies aan een lint op de linkerborst. Bij toekenningen voor moed is zoals bij brandweermedailles gebruikelijk, een smalle rode streep in de bies aangebracht.